# فرودگاه بین‌المللی بانیا لوکا
فرودگاه بین‌المللی بانیا لوکا (به انگلیسی: Banja Luka International Airport) (به زبان بومی: Међународни Аеродром Бања Лука) یک فرودگاه همگانی با کد یاتا BNX است که یک باند فرود آسفالت و بتن دارد و طول باند آن ۲۵۰۰ متر است. این فرودگاه در کشور بوسنی و هرزگوین قرار دارد و در ارتفاع ۱۲۲ متری از سطح دریا واقع شده‌است.

## شرکت‌های هواپیمایی و مقصدهای پروازی

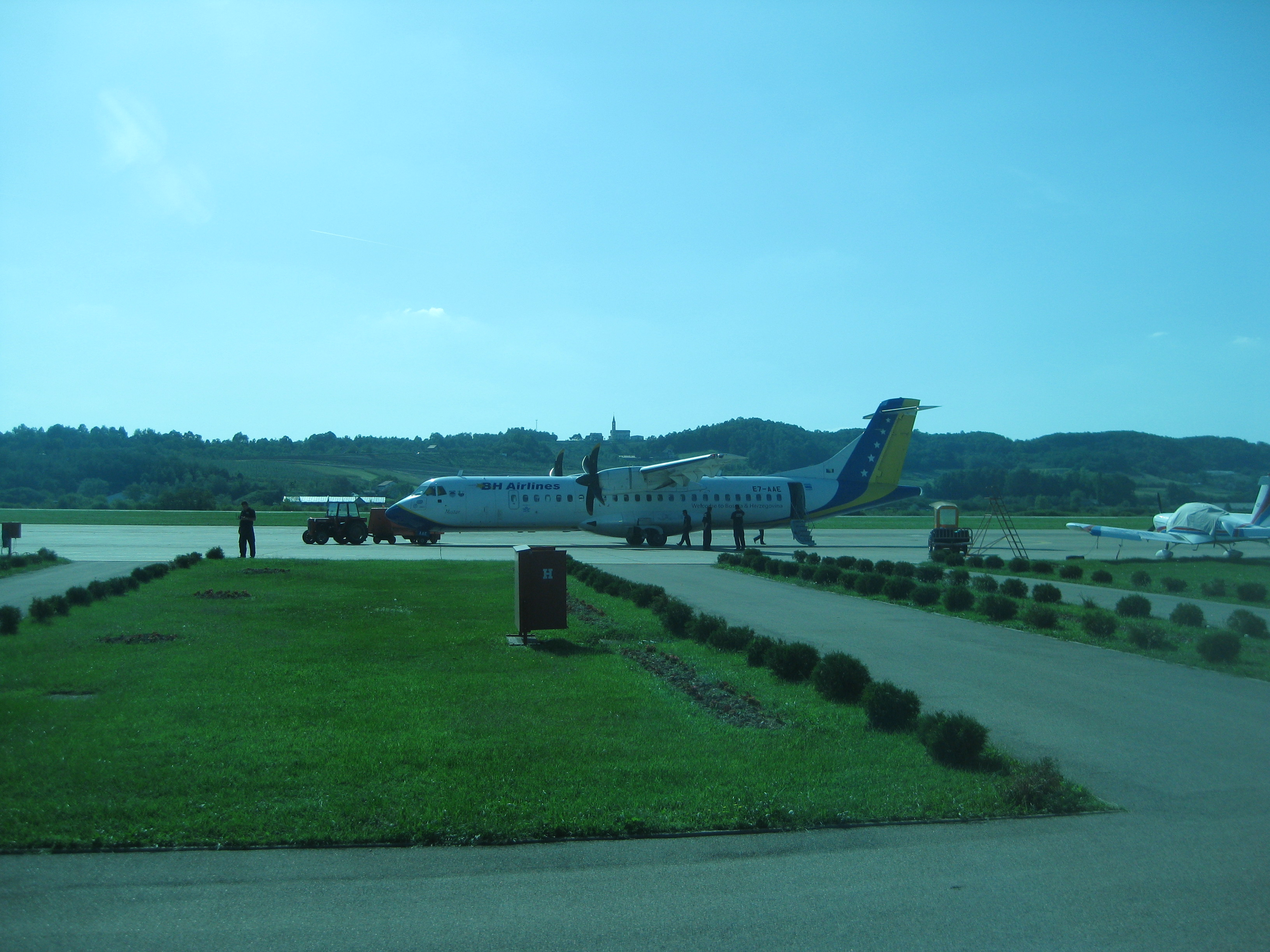
BH Airlines ای‌تی‌آر ۷۲

The following airlines operate regular scheduled and charter flights to and from Banja Luka:
| شرکت‌های هواپیمایی | مقصدهای پروازی     |
| ----------------- | ------------------ |
| ایر صربیا         | بلگراد نیکولا تسلا |